# Стюклер, Даниэль
Даниэль Стюклер (дат. Daniel Stückler; 13 апреля 1997 года, Дания) — датский футболист, нападающий клуба «Люнгбю».

## Клубная карьера
Стюклер — воспитанник датского клуба «Люнгбю». 31 января 2014 года он подписал трёхлетний контракт с клубом «Брондбю», который заплатил за футболиста компенсацию в размере 100 тыс. евро.
Уже 27 апреля 2014 года, тренируясь ещё в академии, в возрасте 17 лет и 14 дней Стюклер дебютировал в датском чемпионате в поединке против «Вестшелланна», выйдя на поле на 90-й минуте вместо Хосе Ариэля Нуньеса. Стал самым молодым игроком в истории клуба и в чемпионате Дании на тот момент, а также первым игроком 1997 года рождения, сыгравшем в датском чемпионате.
Пропустив сезон 2014/2015, тренируясь в молодёжной команде, он стал подводиться к основе в сезоне 2015/2016, в котором сыграл семь поединков и забил один мяч, 12 мая 2016 года в ворота «Раннерса».

## Карьера в сборной
Стюклер является постоянным игроком юношеских сборных Дании различных возрастов и их основным нападающим. Принимал участие во множестве квалификационных и элитных отборочных раундах к юношеским чемпионатам Европы, однако в финальные части не выходил.